# José Ignacio Bilbao
José Ignacio Bilbao Jaureguizar (Bilbao, 13 de julio de 1956) es un médico radiólogo intervencionista y profesor universitario español.Contribuyó significativamente al desarrollo de la Riadiología intervencionista en España y Europa. Es referente mundial en Quimioembolización Hepática.

## Biografía
José Ignacio nació en Bilbao (1956), al igual que sus padres. Sus abuelos proceden de las localidades vizcaínas de Baquio y Munguía. Aunque inicialmente tenía vocación de arquitecto, finalmente se decantó por la medicina. Tras licenciarse (1979) y doctorarse (1988) en Medicina en la Universidad de Navarra, se especializó en radiología intervencionista.
En 1984, se trasladó a Houston, al Centro Oncológico MD Anderson de la Universidad de Texas donde trabajó con tumores óseos. Allí, descubrió un tratamiento innovador consistente en el guiado de imagen. En esta técnica se utiliza la imagen como guiado para meter dispositivos ya sea directamente de forma percutánea, a través de la piel, o a través de los vasos sanguíneos. Se navega con control de imagen mediante dispositivos, algunos sofisticados, para obtener diagnósticos altamente precisos y mejorar los tratamientos.
De regreso a España, fue responsable de la Unidad de Radiología Vascular e Intervencionista de la Clínica Universidad de Navarra. Allí desarrolló la técnica de quimioembolización hepática, el shunt porto-cava percutáneo,la conexión de vasos sanguíneos o la radioembolización, que fueron pioneros en Europa.
Casado con la pamplonesa y médico internista en el Hospital de san Juan de Dios, Beatriz del Olmo. El matrimonio tiene tres hijos: Izaskun, Daniel e Idoia.

## Premios y distinciones
- Medalla de oro de la Sociedad Europea de Radiología Cardiovascular e Intervencionista (14 de septiembre de 2013).[7]